# 알빙고
알빙고(본명: 최병철, 1992년 6월 4일 ~ )는 대한민국의 전직 리그 오브 레전드 프로게이머이다. 프로게임단 지도자로 활동하고 있다. 선수 시절 아이디는 Alvingo이며 포지션은 미드라이너였다. 현재 광동 프릭스의 코치로 활동하고 있다.

## 선수 시절
2014년 2월, 제닉스 스톰에 입단하면서 프로 커리어를 시작했다.
2014년 9월, 스탠드 포인트 게이밍에 입단했다. 
2015년 5월에서는 7th 헤븐에 입단했다. 2015년 서머시즌 팀의 포스트시즌 진출에 기여했다.
2015시즌 종료 후 팀에서 퇴단했다.

## 지도자 생활
2016년 5월, 에버8 위너스의 코치로 부임했다. 2017 스프링 시즌 팀의 챌린저스 우승과 팀의 승격에 기여했다.
2018년 11월, 진에어 그린윙스의 코치로 부임했다. 2019시즌 종료 후 팀에서 퇴단했다.
2020년 11월, 아프리카 프릭스의 아카데미 팀 코치로 부임했다. 2021시즌을 앞두고 2군 감독으로 승격되었다.
2022시즌을 앞두고 팀의 1군 코치로 콜업되었다.

## 수상 내역

### 지도자
- 리그 오브 레전드 챌린저스 코리아 스프링 2017 우승
- 리그 오브 레전드 챌린저스 코리아 스프링 2018 준우승